# Lijst van burgemeesters van Ambt Almelo
Dit is een lijst van burgemeesters van de voormalige Nederlandse gemeente Ambt Almelo in de provincie Overijssel.

In 1818 is deze gemeente ontstaan door splitsing van de gemeente Almelo in deze gemeente en de gemeente Stad Almelo en op 1 januari 1914 zijn deze gemeenten weer samengevoegd tot de gemeente Almelo.
| Ambtsperiode | Naam burgemeester                     | Partij of stroming | Bijzonderheden                                                                                |
| ------------ | ------------------------------------- | ------------------ | --------------------------------------------------------------------------------------------- |
| 1818 - 1829  | D.J. Lamberts                         |                    |                                                                                               |
| 1829 - 1850  | Lammert Jan Sloet                     |                    |                                                                                               |
| 1850-1851    | Willem Christiaan Theodoor van Nahuys |                    | vh. burgemeester van Diepenheim, later burgemeester van Stad Ommen en Ambt Ommen              |
| 1851-1889    | Helmig Anthony Kloppenburg            |                    |                                                                                               |
| 1889-1903    | mr. Willem Jan van Boneval Faure      |                    |                                                                                               |
| 1903-1913    | Petrus Doorn                          | ARP                | vh. gemeentesecretaris van Hof van Delft en van Hoogeveen, later burgemeester van Zwijndrecht |